# Хьюстонский независимый школьный округ
Хьюстонский независимый школьный округ (англ. Houston Independent School District) - крупнейшая государственная школьная система Техаса и седьмая по величине в США. Хьюстонский независимый школьный округ является школьным округом для большей части города Хьюстона и нескольких близлежащих муниципалитетов. Как и большинство округов в Техасе, он не зависит от города Хьюстон и других муниципальных и окружных штатов. Штаб-квартира округа располагается в Образовательном центре Хэтти Мэй Уайт в Хьюстоне.
В 2009 году школьный округ был отнесен к категории «академически приемлемых» Агентством по образованию штата Техас.

## История
Округ создан в 1920 году, после того, как легислатура Техаса приняла законопроект по отделению школьной системы от муниципальных органов власти. В период с 1888 по 1927 годы количество студентов в государственных школах Хьюстона количество студентов увеличилось с 5 500 до 8 850 студентов. В 1960-х гг. в округе происходит мирное внедрение расовой интеграции.